# Aegiceras corniculatum

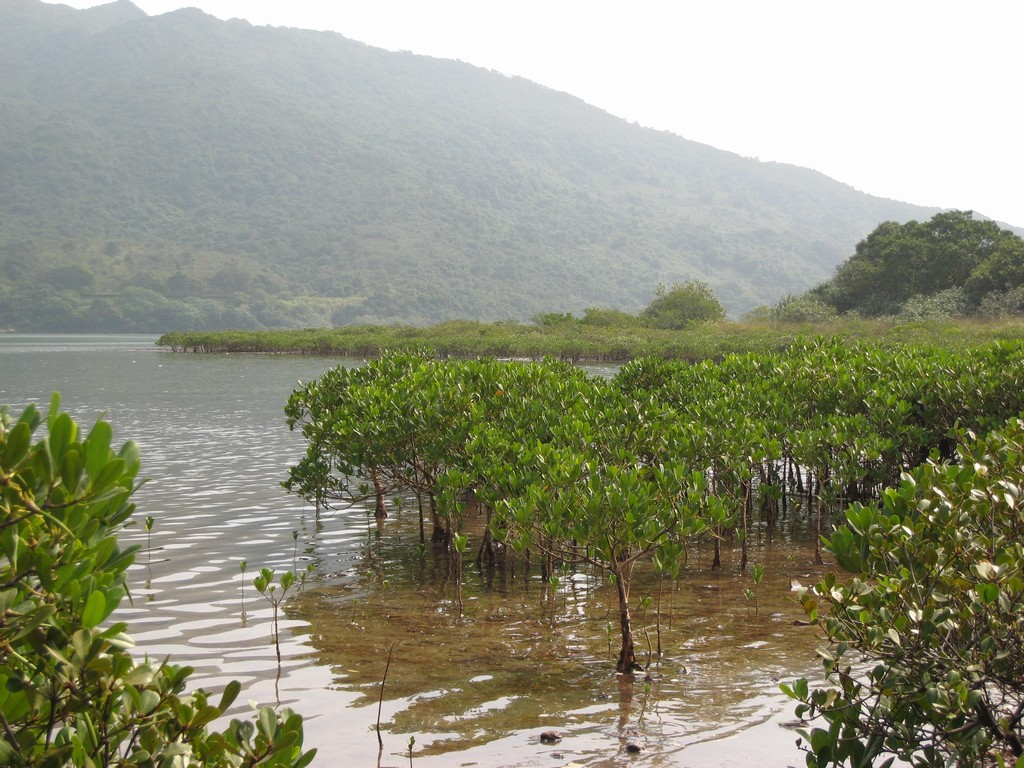
Aegiceras corniculatum

Aegiceras corniculatum é uma espécie de arbusto ou pequena árvore manguezal pertencente à família das primuláceas.

## Distribuição e habitat
Tem sua distribuição nas zonas costeiras e estuários que vão desde a Índia através do Sul da Ásia Oriental até o sul da China, Nova Guiné e Austrália.  Cresce no barro nos estuários e canais de maré, com frequência na borda do mar da zona de manguais.

## Descrição
Aegiceras corniculatum  cresce como um arbusto ou árvore pequena de até 7 m de altura, ainda que com frequência é consideravelmente menor. Suas folhas são alternadas, obovadas, de 30–100 mm de comprido e 15–50 mm de largura, inteiras, coriáceas e minuciosamente salpicadas. Suas flores são fragantes, pequenas, brancas e produzem-se como racimos umbelados de 10 a 30 flores, com um pedúnculo de até 10 mm de comprimento e com pedicelos 10–18 mm de comprimento. O cálice é de 2–4 mm de comprimento e a corola de 4–6 mm de comprimento. O fruto é curvo e cilíndrico ou com forma de corno, de cor verde claro a rosa  e  de 20 a 75 mm de comprido.

## Propriedades
O extracto de Aegiceras corniculatum tem propriedades analgésicas.

## Taxonomia
Aegiceras corniculatum foi descrita por (L.) Blanco e publicado em Flora de Filipinas 79. 1837.
Sinonimia
- Aegiceras fragrans K.d.koenig
- Aegiceras majus Gaertn.
- Aegiceras malaspinaea A.dc.
- Aegiceras minus A.dc.
- Aegiceras obcordatum Steud.
- Aegiceras obovatum Blume
- Malaspinaea laurifolia C.presl
- Rhizophora aegiceras J.f.gmo.
- Rhizophora corniculata L.
- Umbraculum corniculatum (L.) Kuntze[6]